# تراموای چرخ لاستیکی

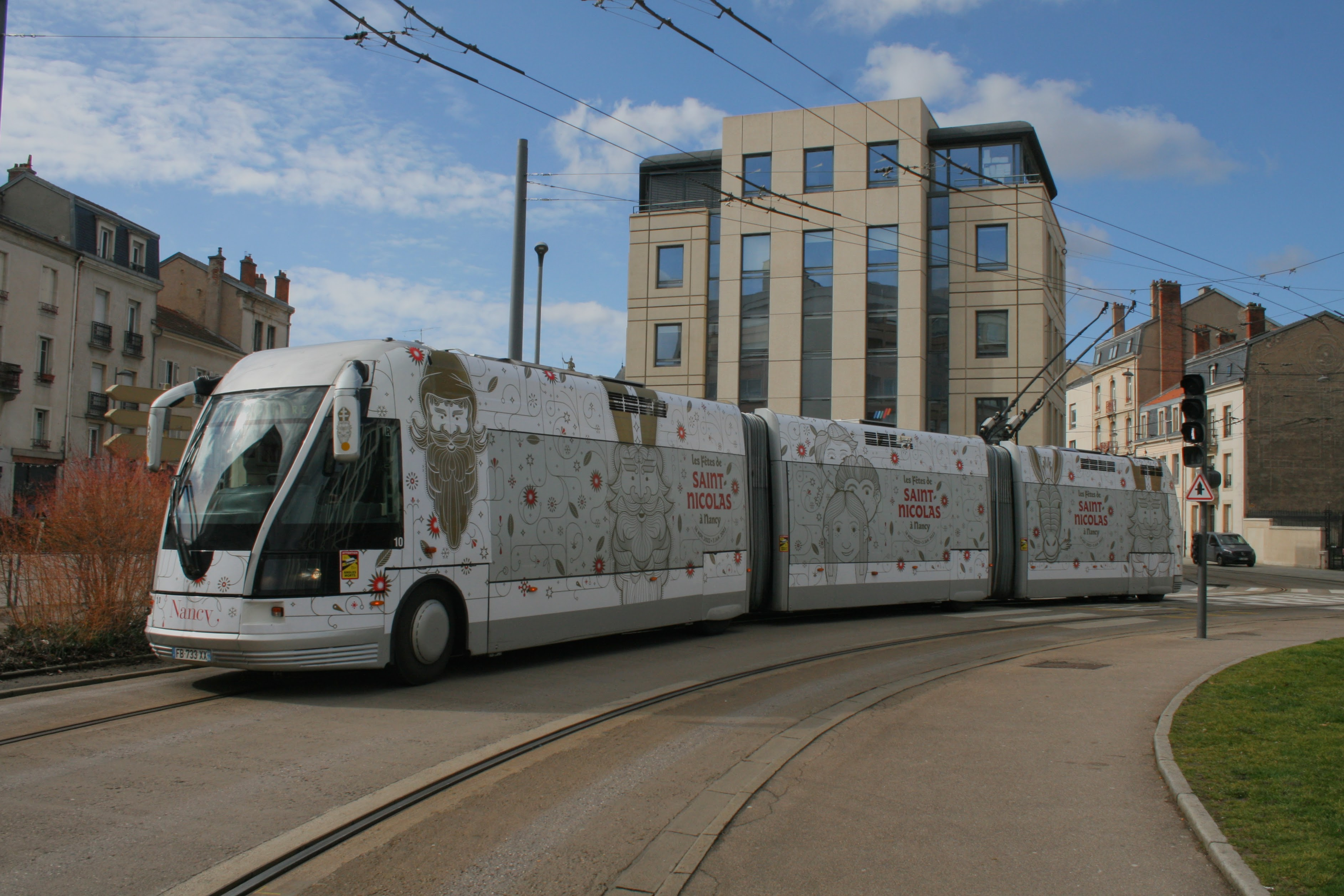
تراموای چرخ لاستیکی ساخت شرکت بمباردیه در ایستگاه شهر نانسی، فرانسه

تراموای چرخ لاستیکی (به انگلیسی: Rubber-tyred tram) که با نام‌های تراموای لاستیکی یا تراموا روی لاستیک نیز شناخته می‌شود، گونه‌ای سامانهٔ ترابری همگانی با گنجایش بالای درون‌شهری است و نوعی تراموا محسوب شده که دارای ویژگی لاستیک‌های بادی به جای چرخ‌های آهنی و ریل است که انرژی برق مورد نیاز برای حرکت آن‌ها از طریق کابل‌ها در سیستم سقفی تأمین می‌شود.
تراموای چرخ لاستیکی در کنار مترو، تراموای کلاسیک (روی چرخ آهنی مستقر در ریل)، اتوبوس و مونوریل یک سیستم حمل و نقل محلی مورد نیاز شهری است. تراموای چرخ لاستیکی را می‌توان ترکیبی از تراموا (که بر روی ریل آهنی که در خیابان قرار داده شده حرکت می‌کند) و اتوبوس ترولی توصیف کرد.
در حال حاضر در کشورهای فرانسه، ایتالیا، مالزی، اندونزی جمهوری خلق چین (ساخته شده توسط شرکت CRRC Zhuzhou Institute زیر مجموعه شرکت سی‌آرآرسی) و کلمبیا از این نوع تراموا استفاده می‌شود.

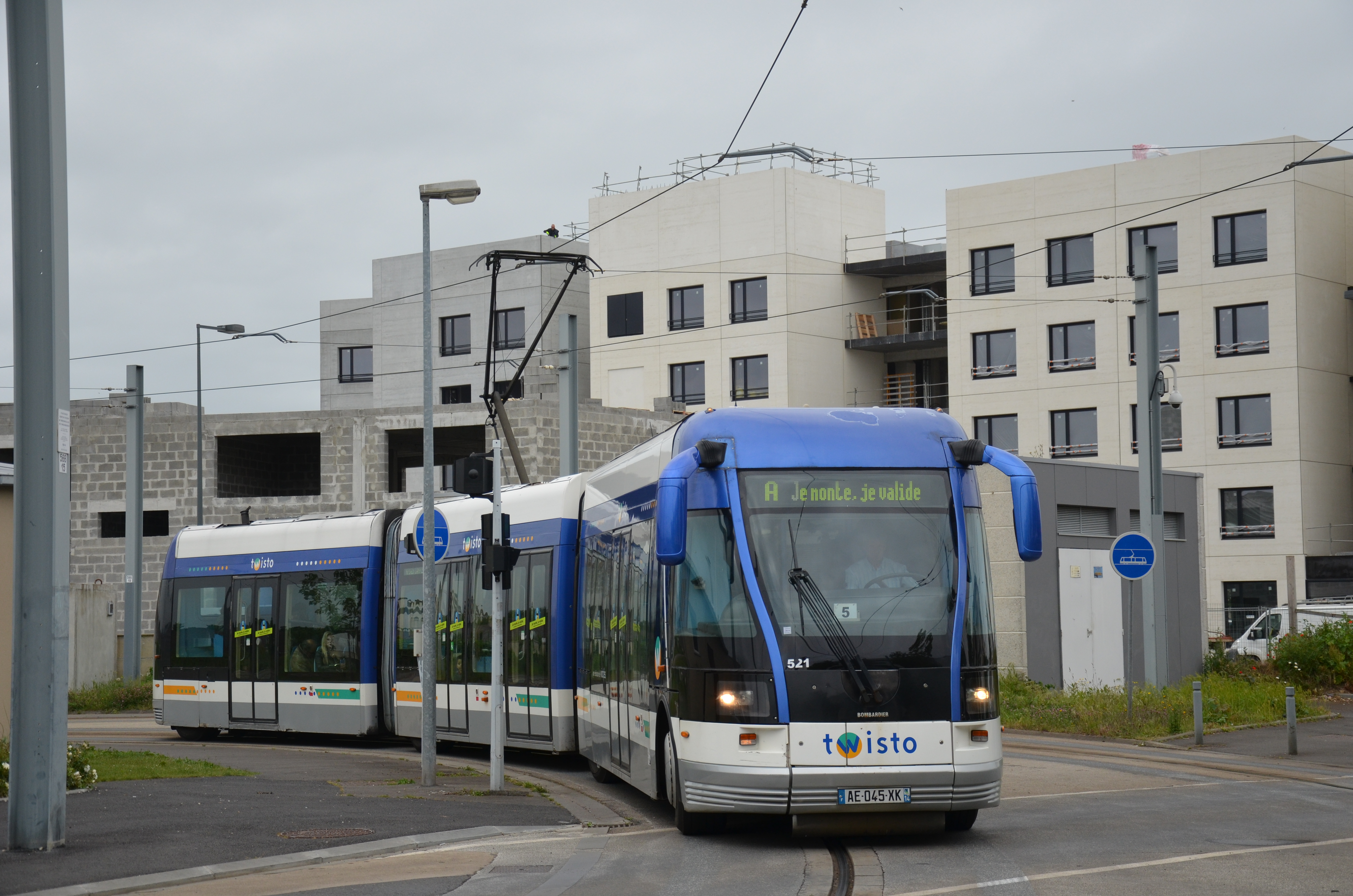
تراموای چرخ لاستیکی در شهر Caen، فرانسه

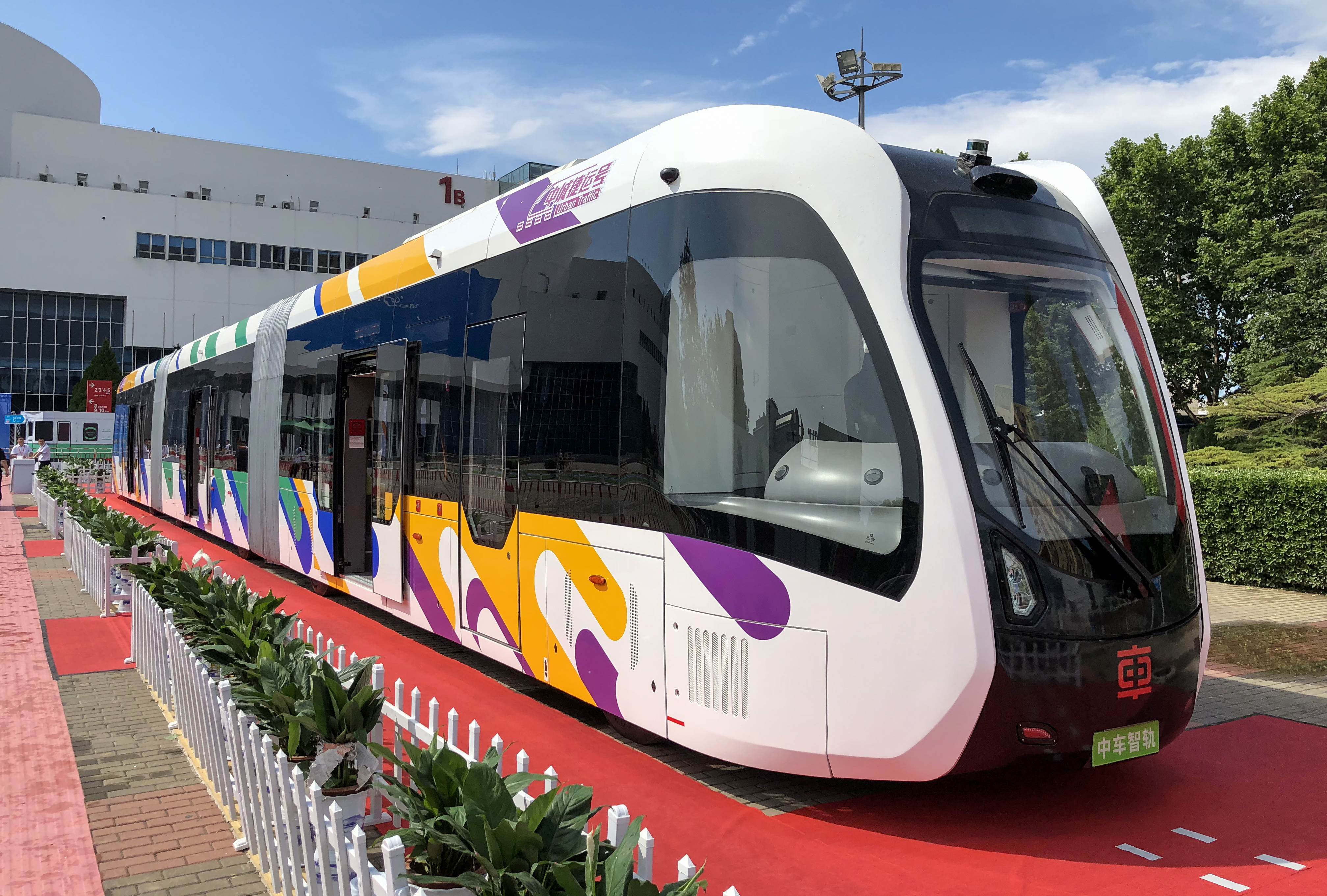
شرکت زیر مجموعه سی‌آرآرسی چین با نام CRRC Zhuzhou Institute این قطار چرخ لاستیکی را با ۶ محور (۲ محور برای هر واگن) توسعه داده است.

## ملاحظات
این سیستم هزینه سرمایه‌گذاری کمتری را نسبت به یک تراموای کلاسیک به همراه دارد. آمار و داده‌های زیادی در مورد تفاوت هزینه چرخ‌های لاستیکی در مقایسه با چرخ‌های آهنی ارایه نشده است. از سوی دیگر حرکت روی زمین و در خیابان تراموا خود بار ترافیکی به شهر می‌افزاید. البته کاهش خودروهای شخصی به دلیل استفاده از این وسیله نقلیه عمومی با ظرفیت بالا باید به عنوان یک حسن مد نظر قرار گیرد. از سوی دیگر، از آنجایی که همه چرخ‌ها مفصل و در یک ردیف هستند و مسیر یکسانی را دنبال می‌کنند، مسیر جاده توسط وزن زیاد تحت فشار سنگینی قرار می‌گیرد. این وزن باعث تشکیل شیارها می‌شوند. از این‌رو مسیرها باید با فونداسیون خوبی ساخته شوند.

## انتقادها
هنگام ساخت مسیر، تقریباً همان اقدامات زیربنایی (راه‌اندازی دکل‌های خط تماس و برق و مسیر) بجز ریل مورد نیاز است که صرفه‌جویی در هزینه‌ها را کم نشان می‌دهد. استهلاک؛ عمر مفید پیش‌بینی شده وسایل نقلیه به دلیل استرس وارد شده از جاده‌های ناهموار کوتاه‌تر از واگن‌های تراموای کلاسیک (دارای چرخ‌های آهنی متحرک در ریل) است. هزینه‌ها و آلودگی ناشی از فرسایش لاستیک‌ها نیز در مقایسه با ترامواهای کلاسیک دارای چرخ‌های آهنی باید اندازه‌گیری، مقایسه و در نظر گرفته شوند. تراموای چرخ لاستیکی و اتوبوس ترولی (ترامبوس‌ها) در چندین کشور در کنار وسایل نقلیه عمومی دیگر جهت حمل مسافران شهرها تردد دارند.

## شرکت‌های تولیدکننده
شرکت‌های بمباردیه و لوهر و ترانسلوهر (Translohr) و شرکت آلستوم فرانسه، شرکت باد (Budd Company) با نام Budd-Michelin rubber-tired rail cars آمریکا، شرکت CRRC Zhuzhou Institute زیر مجموعه شرکت سی‌آرآرسی چین.

## در ایران
۲دستگاه تراموا چرخ لاستیکی (ترابری تندرو ریلی خودکار) از چین به شکل رایگان و برای تست در شهر تهران وارد کشور شده است. این ARTها از نوع ۳۲متری است که از بهمن تا اسفندماه در شهر تهران سیر آزمایشی خواهد داشت و درصورت تأیید سازگاری با شرایط پایتخت، ۲۲رام از آن برای سال۱۴۰۴ سفارش داده خواهد شد.